# Carex yushuensis
Espèce
Classification phylogénétique
Carex yushuensis est une espèce de plantes du genre Carex et de la famille des Cyperaceae.